# Go A
Go_A (en ucraniano: Ґоу_Ей) es una banda ucraniana de electrofolk formada en 2012. El grupo representó a Ucrania en Eurovisión 2020 y 2021.
El nombre de la banda proviene de la combinación de la palabra inglesa Go («ir») con la letra griega alfa, que simboliza el principio de todo, por lo que el nombre hace referencia al «retorno a las raíces».
Su sonido fusiona la música electrónica con voces tradicionales ucranianas e instrumentos de todo el mundo, como el didyeridú australiano y el yembé. El grupo canta exclusivamente en lengua ucraniana.

## Historia

### 2012-2015: los comienzos
Taras Shevchenko tuvo por primera vez la idea de crear una banda que combinara música electrónica moderna con elementos étnicos en 2011, pero le resultó difícil encontrar gente con ideas afines. El grupo se formó en 2012, tras conocer a Kateryna Pavlenko. Su primera canción, «Kolyada», presentada en las redes sociales en diciembre de 2012, sonó en un reportaje en un canal de televisión. La combinación de folklore con sonido electrónico se extendió rápidamente en la red y recibió comentarios positivos. 
El grupo comenzó a ganar notoriedad tras el lanzamiento de la canción «Vesnyanka» (Веснянка), que ganó el concurso nacional The Best Track in Ukraine 2015. La canción se mantuvo durante seis semanas en el número uno de la lista 10Dance de la emisora de radio ucraniana Kiss FM y fue galardonada con el premio «Revelación del Año» por dicha emisora.

### 2016:Idy na zvuk
En noviembre de 2016 lanzaron su álbum debut, #Idynazvuk (Іди на звук), bajo el sello Moon Records. El álbum consta de diez canciones, entre las que se incluye «Vesnyanka».
A principios de 2017, Go_A grabó el sencillo navideño «Shchedryy vechir» (Щедрий вечір) en colaboración con la cantante ucraniana Katya Chilly.
Por otro lado, la banda participó en el concierto de televisión «Folk-music» en el canal de televisión UA: Pershyi, donde tuvo lugar el encuentro con el grupo de folklore «Drevo» de Kryachkivky. Como resultado de la colaboración, se grabó la canción «Kolo richky kolo brodu». 

### 2020-2021: Festival de Eurovisión

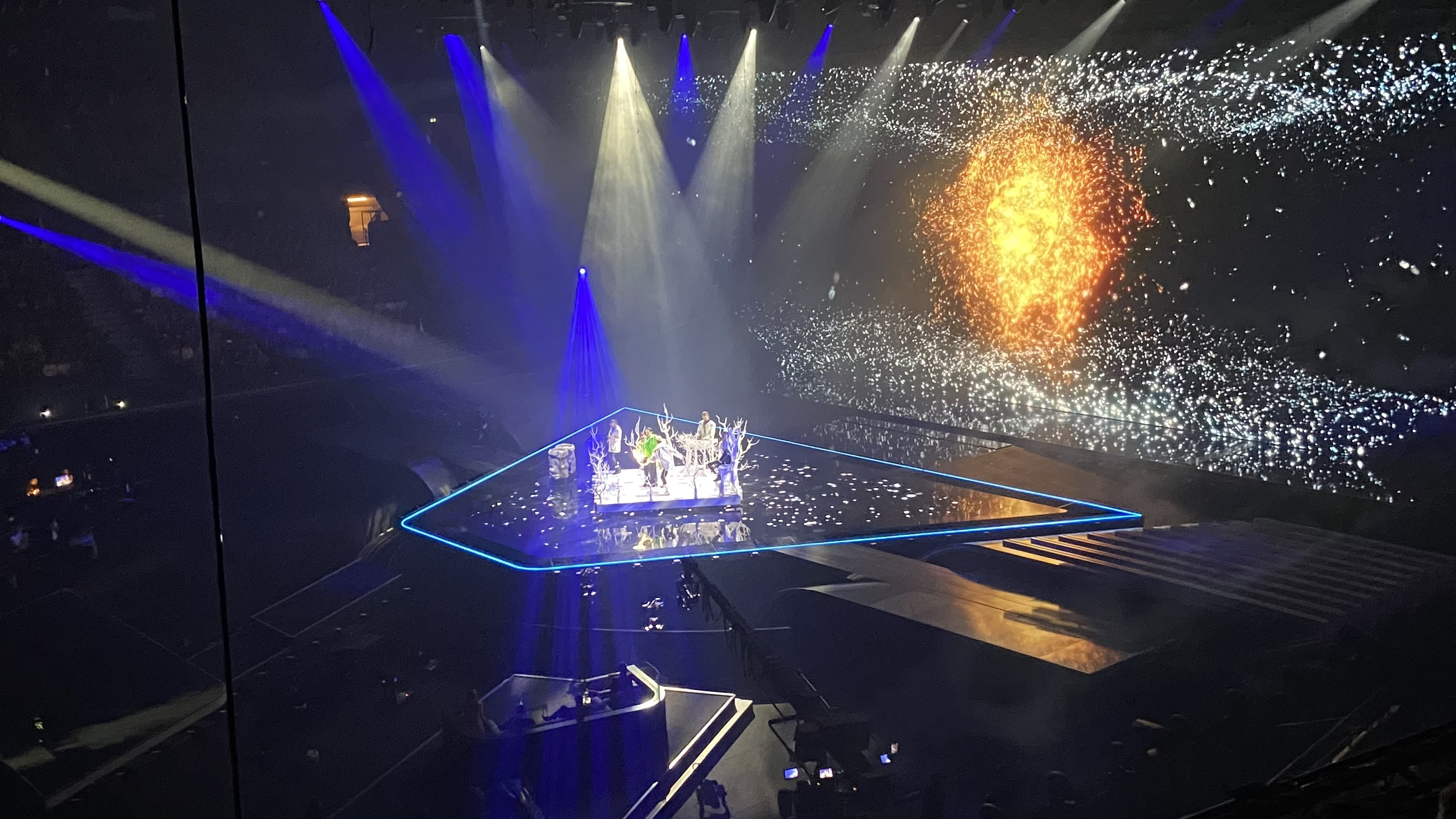
Go_A interpretando "Shum" en Róterdam en la primera semifinal del Festival de la Canción de Eurovisión 2021

El 20 de enero de 2020 se supo que Go_A participaría en la preselección ucraniana para el Festival de la Canción de Eurovisión 2020 con la canción «Solovey» (Соловей). Así, la banda actuó en la primera semifinal, que tuvo lugar el 8 de febrero, donde quedó en segunda posición. Finalmente, ganaron la final del 22 de febrero, lo que les dio el derecho a representar a Ucrania en Róterdam. Sin embargo, el certamen fue cancelado debido a la pandemia de COVID-19, por lo que la televisión pública ucraniana seleccionó internamente al grupo para representar al país en el Festival de 2021, donde acudiría con la canción «Shum» (Шум). «Shum» quedó en quinta posición, con un total de 364 puntos sumando el jurado y el televoto. Fue la segunda candidatura con mayor televoto, con 267 puntos.

### Después de 2021
Una vez finalizado el Festival de Eurovisión, el grupo emprendió una gira de conciertos por Ucrania y otros países europeos.
En 2022, Go_A lanzó una nueva canción, «Kalyna», con el objeto de donar las ganancias a los ucranianos afectados por la invasión rusa.
En el Festival de la Canción de Eurovisión 2023, Go_A interpretó un fragmento de la canción «Shum» durante el desfile de banderas de la final, que también contó con la presencia de anteriores participantes ucranianos como Jamala, Tina Karol y Verka Serduchka.
En 2023, Go_A publicó sus nuevas canciones «Rusalochki», «Vorozhyla» (que se utilizó para la banda sonora de la película Dovbush, dedicada a la vida del forajido Oleksa Dovbush) y «Dumala».

## Formación

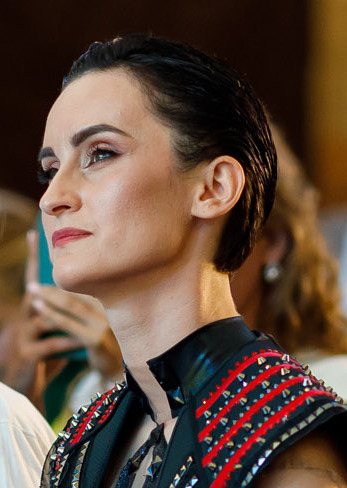
La vocalista Kateryna Pavlenko

El grupo fue fundado por Taras Shevchenko. Los músicos de Go_A provienen de diferentes partes de Ucrania: Kateryna Pavlenko de Nizhyn, Taras Shevchenko de Kiev, Ihor Didenchuk de Lutsk e Ivan Hryhoriak de la Bucovina ucraniana (Óblast de Chernivtsí).
Como curiosidad, todos menos Ihor habían tocado hard rock con anterioridad. Además, Kateryna Pavlenko también trabaja como directora de un coro de veteranos, mientras que Taras Shevchenko ha estado en un grupo de rap. Cabe mencionar que Ihor Didenchuk (que también forma parte del grupo de rap Kalush, que ganó el Festival de la Canción de Eurovisión 2022) toca más de 30 instrumentos musicales.

### Componentes
- Kateryna Pavlenko - voz
- Taras Shevchenko - multiinstrumentista
- Ihor Didenchuk - flautista
- Ivan Hryhoriak - guitarra

## Discografía

### Álbumes de estudio
- 2016 – #Idynazvuk

### Sencillos
- 2012 – Kolyada
- 2015 – Vesnyanka
- 2017 – Shchedryy vechir (con Katya Chilly)
- 2018 – Kolo richky kolo brodu (con Drevo)
- 2019 – Rano-ranenko
- 2020 – Solovey
- 2020 – Dobrym lyudyam na zdorovya
- 2021 – Shum
- 2022 – Kalyna
- 2023 – Rusalochki
- 2023 – Vorozhyla
- 2023 – Dumala
- 2024 – Krip

## Participación en festivales
La banda ha participado en festivales como "Jazz Koktebel", "Kraina Mriy", "GogolFest", "Vedalife", "Trypilske kolo", "ART-Piknik Slavy Frolovoyi", "Polyana Music Festival", "Kyiv Open Air", "Belyye nochi vol2", "Starodavniy Medzhybizh" (2015) o "Eurovisión" (2021), además de otros festivales en Israel, Polonia o Bielorrusia.